# 伊夫舍姆战役
伊夫舍姆战役（英語：Battle of Evesham）是第二次男爵战争中的一场战役，发生于1265年8月4日伍斯特郡伊夫舍姆。此次战役中，英格兰愛德華王子击败并杀死了第六代莱斯特伯爵西蒙·德孟福尔。此后两年，亨利三世逐渐平息了叛军，恢复了王权的统治。
1. ↑  English Heritage 1995, p. 2.